# Премія імені Юрія Федьковича

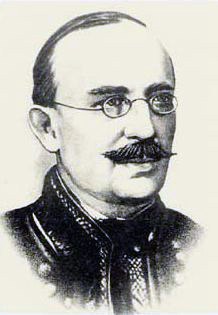

Пре́мія і́мені Ю́рія Федько́вича — премія, яку присуджують найкращим викладачам та організаторам освіти і науки Чернівців, учителям і вихователям, які за переконанням колег і учнів виявляють талант вихованця, створюють умови для його розвитку, сприяють підвищенню інтелекту, формують загальнолюдські цінності, патріотичні почуття до України.

## Заснування премії
Премія імені Юрія Федьковича заснована Чернівецькою міською радою у 1994 році з метою підвищення авторитету вчителя, визнання його заслуг у відродженні національної школи та науки.
Премія імені Юрія Федьковича є найвищою нагородою Чернівецької міської ради в галузі освіти, найпрестижнішою творчою відзнакою працівників закладів освіти всіх форм власності та рівнів акредитації.

## Вимоги до номінантів на премію
Кандидати на нагородження повинні відповідати таким вимогам:
- — досягти стабільних результатів у справі навчання і виховання;
- — застосовувати у своїй роботі сучасні надбання педагогічної науки;
- — бути взірцем для молоді та колег щодо втілення в життя людських ідеалів добра і справедливості.

## Порядок висунення кандидатів на премію
Кандидати для нагородження висуваються педагогічними або вченими радами освітніх установ, громадськими організаціями.

## Присудження премій
Щороку присуджують 14 премій.
Особам, відзначеним премією імені Юрія Федьковича, надають звання лауреата премії імені Юрія Федьковича, вручають Диплом та виплачують грошову винагороду.
Премією імені Юрія Федьковича працівників освіти нагороджують тільки один раз. Про нагородження Премією роблять запис у трудову книжку.

## Вручення премій
Організаційні заходи щодо оформлення нагородних документів координує і подає на затвердження Чернівецькому міському голові управління освіти міської ради до 20 вересня щорічно.
Вручення премій здійснюється Чернівецьким міським головою або особою за його дорученням на урочистих зборах, присвячених професійному святу — Дню працівника освіти.